# Oblężenie Smoleńska (1609–1611)

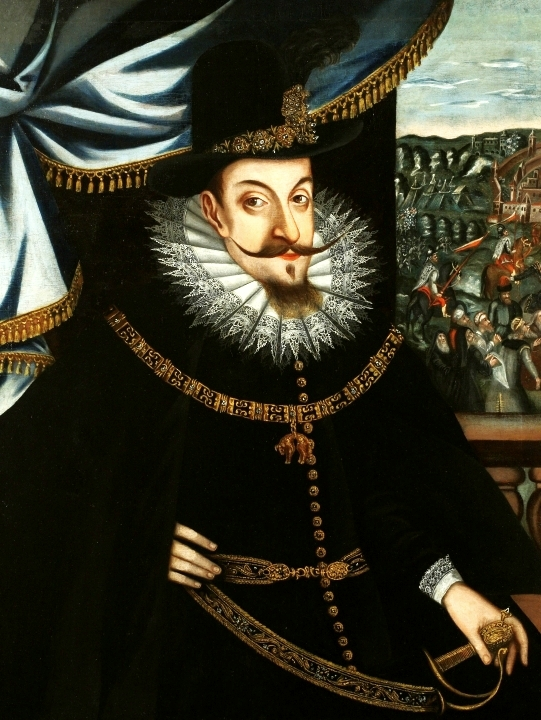
Zygmunt III Waza, w tle oblężenie Smoleńska

Oblężenie Smoleńska miało miejsce w dniach 29 września 1609 – 13 czerwca 1611 podczas wojny polsko-rosyjskiej (1609–1618).

## Wstęp
W lipcu 1608 roku Rzeczpospolita zawarła z Wasylem Szujskim rozejm, który obowiązywać miał 3 lata i 11 miesięcy. Zygmunt III Waza, który od początku dyskretnie wspierał Dymitriadę, nie miał zamiaru przestrzegać zawartego układu, czego dowodem było przybycie w sierpniu 1608 roku do obozu drugiego Dymitra wiernego stronnika króla starosty uświackiego Jana Piotra Sapiehy, który był bratem stryjecznym kanclerza wielkiego litewskiego Lwa Sapiehy.
Także Rosja już pod koniec 1608 roku zaczęła prowadzić pertraktacje mające na celu sprzymierzenie się ze Szwecją, która w tym okresie była w stanie wojny z Polską (Wojna polsko-szwedzka (1600–1611)). Ostatecznie Wasyl Szujski zawarł układ sojuszniczy ze Szwecją w lutym 1609 roku, wkrótce po zawarciu układu ze Szwedami zaczął wysuwać roszczenia terytorialne wobec Rzeczypospolitej i przyjął prowokujący tytuł księcia Połockiego, choć Połock po wojnach Batorego znów należał do Litwy. Dla Zygmunta III stało się to znakomitym pretekstem do rozpoczęcia oficjalnej wojny. Na skutek zawartego układu wojska szwedzkie dołączyły do wojsk rosyjskich.
Zygmunt III Waza, który już w sierpniu 1608 roku zdecydował się na wojnę z Rosją i z tego powodu starał się o poparcie hetmana polnego Stanisława Żółkiewskiego, który wobec wakatu na stanowisku hetmana wielkiego, był po królu najwyższym dowódcą wojskowym w Koronie. Król miał zamiar zdobyć koronę carską dla siebie lub syna Władysława, a następnie po połączeniu sił Rosji i Rzeczypospolitej odzyskać władzę nad swoim dziedzictwem - Szwecją, a także zneutralizować zagrożenie tatarsko-tureckie. Istotne dla poparcia wojny wśród szlachty, było również hasło odzyskania ziem utraconych przez Litwę, do czego król zobowiązał się w pactach conventach. Inny, propagandowym celem wojny było również szerzenie religii katolickiej w obu zdobytych krajach, szczególnie ważne dla uzyskania poparcia u papieża i katolickich monarchów Europy. W efekcie papież Paweł V ogłosił odpust i jubileusz na intencję królewskiego zwycięstwa. Żółkiewski sprzeciwiał się wojnie, gdyż uważał, że dopóki trwała wojna ze Szwecją nie można angażować państwa w kolejny konflikt.
Zygmunt III nie postawił sprawy przyszłej wojny na sejmie ze stycznia i lutego 1609 roku, plany o niej był jednak powszechnie wiadome, szlachta uchwaliła nowe regulaminy wojskowe, a także uznała prawnie kościół prawosławny w Rzeczypospolitej. Z tego też powodu o wybuchu wojny na początku 1609 roku zadecydował jedynie król z senatem, przy całkowitym pominięciu izby poselskiej. Skutkiem ubocznym takiego stanu rzeczy była mizeria przygotowań wojennych, gdyż nie posiadający poparcia sejmu król, mógł organizować armię tylko w oparciu o własne środki finansowe. Przeciwny dotąd wojnie Żółkiewski, po podjętej na radzie senatu decyzji o wojnie, nie oponował już, opowiadał się jedynie za uderzeniem wprost na stolicę Rosji - Moskwę, jednak dał się przekonać do planów królewskich zdobycia Smoleńska.
Król na wojnę ruszył z Krakowa 28 maja, a z Żółkiewskim spotkał się 6 czerwca w Bełżycach pod Lublinem. Król Zygmunt III, któremu udało się w końcu pozyskać dla swych planów Żółkiewskiego, 25 sierpnia przybył do Mińska. Żółkiewski w tym czasie maszerował przez Brześć Litewski i Słonim.
Zygmunt III wyruszył z Mińska i udał się przez Borysów do Orszy, gdzie oczekiwał go wraz z wojskami litewskimi Lew Sapieha. Wszyscy w obozie tryskali optymizmem, przypuszczając, że wobec panującego w Rosji chaosu Smoleńsk nie stawi twardego oporu. Armia polsko-litewska wymaszerowała z Orszy 17 września. Wojska polskie przekroczyły oficjalną granicę z Rosją po przeprawieniu się przez rzekę Iwarę 21 września 1609 roku. Armia polska licząca początkowo 8500 jeźdźców (w tym 4342 husarzy) stale rosła, pod Smoleńskiem osiągając liczbę 17 tysięcy. Później do wojsk polsko-litewskich dołączyły jeszcze wojska kozackie w sile około 20 tysięcy Zaporożców.

## Oblężenie

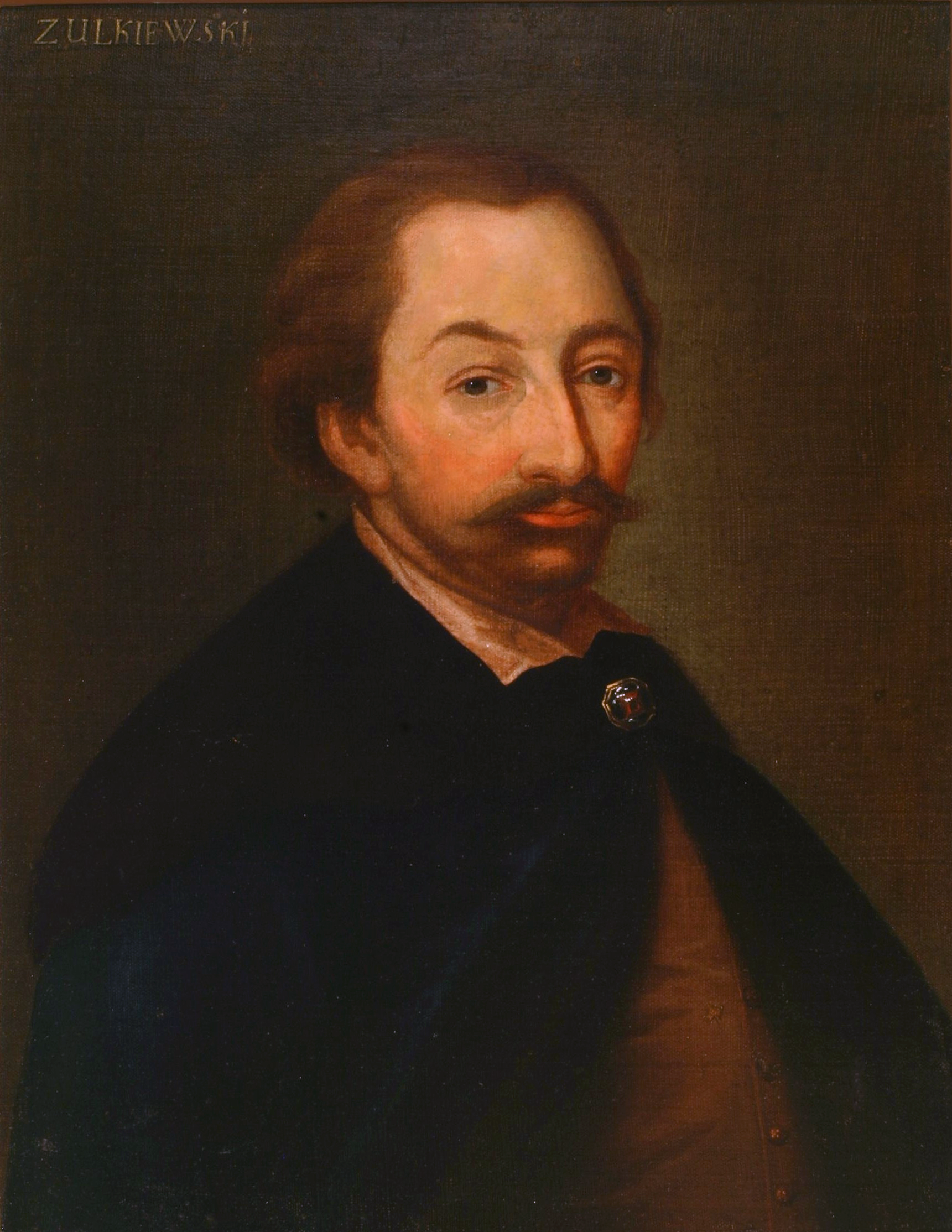
Stanisław Żółkiewski

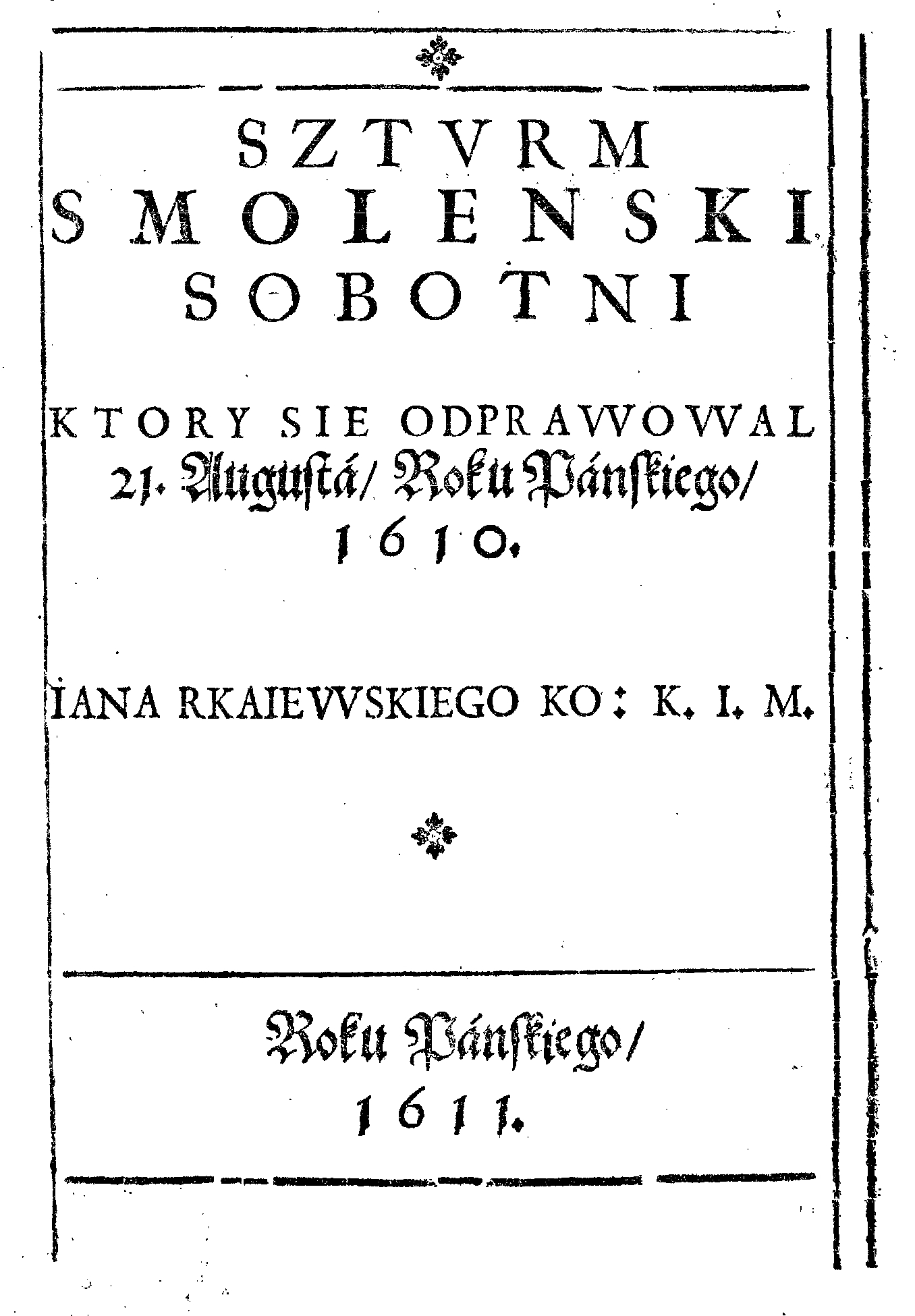
Druk Jana Krajewskiego z 1611 roku, „Szturm smoleński sobotni...” dedykowany bitwie.

Oblężenie rozpoczęło się 29 września 1609 roku, gdy pod Smoleńsk dotarła awangarda wojsk litewskich pod wodzą Lwa Sapiehy. Załoga Smoleńska zdążyła uprzednio spalić przedmieścia, by nie dawały osłony wojskom Rzeczypospolitej. Stanisław Żółkiewski dotarł pod mury Smoleńska następnego dnia i natychmiast przystąpił do oględzin fortecy. Grubych na sześć, a wysokich na trzynaście do dziewiętnastu metrów murów długości 6,5 kilometra, zbudowanych za Godunowa, bronił dowodzony przez Michała Szeina rosyjski garnizon liczący blisko 20 000 żołnierzy i mieszczan, wspomagany przez 500 Szwedów. Obok murów twierdza posiadała także fortyfikacje ziemne. Wojska polskie liczyły początkowo 8409 jazdy i 4530 piechoty oraz 30 dział. Po przybyciu pod Smoleńsk Zygmunta III Żółkiewski 2 października przeprowadził drugi przegląd obleganej twierdzy.
Hetman wytyczył obozy i rozkazał sypanie szańców, nie był jednak (w przeciwieństwie do króla i kanclerza Lwa Sapiehy) przekonany do długiego oblężenia całością wojsk. Uważał, że znacznie lepszym rozwiązaniem byłoby zablokowanie miasta częścią sił, a z resztą ruszyć w głąb pogrążonego w chaosie państwa moskiewskiego, gdzie byłoby można szybko znaleźć rozstrzygnięcie militarne i polityczne. Dał temu wyraz na odbytej 3 października radzie wojennej. Obstawał przy swoim zdaniu także z tego powodu, że nie spełniły się nadzieje co do rychłej kapitulacji Smoleńska, który był dobrze przygotowany i nie zamierzał się poddać. Jednak niektórzy na naradzie twierdzili, że to tylko pozory i przy pierwszych szturmach załoga na pewno się podda.

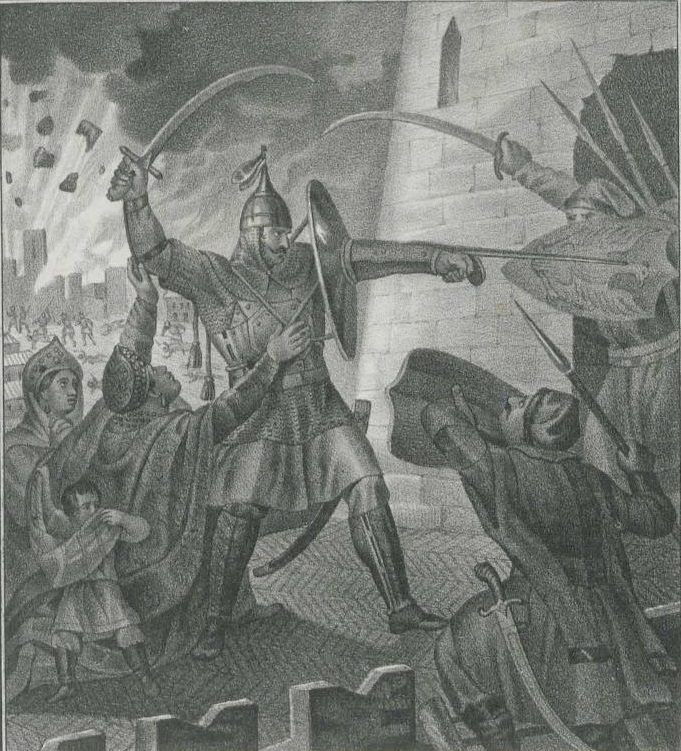
Obrona Smoleńska przed Polakami, obraz Borysa Czorikowa z XIX wieku

Z powodu swych przychylnych dla Rosji poglądów i wynikających z nich marzeń o unii obu państw i tworzących je narodów, Żółkiewski szybko popadł w konflikt z otaczającymi króla magnatami. Najbardziej zagorzałymi przeciwnikami Żółkiewskiego byli: wojewoda bracławski Jan Potocki, starosta białokamieniecki Jakub Potocki oraz starosta feliński Stefan Potocki. Także nieprzychylni hetmanowi byli Sapiehowie, Wiśniowieccy, Mniszchowie i Rużyńscy. Choć oblężeniem kierował Żółkiewski, w tych warunkach był mocno krępowany przez licznych i nieprzychylnych mu królewskich doradców.
Pierwsza próba ataku, podjęta 4 października, zupełnie się nie powiodła. Następnego dnia przybyły pod twierdzę wojska zaporoskie w sile 5000 żołnierzy, które przywiódł ataman Olewczenko. Przybyły także liczne oddziały polskie i litewskie, które zwiększyły siły polsko-litewskie do 17 200 żołnierzy. W dniach 5 - 8 października załoga smoleńska odparła trzy szturmy. W walkach w ręce polskie dostały się dokumenty mówiące o tym, że już podczas rokoszu sandomierskiego Wasyl Szujski miał iść w głąb Rzeczypospolitej w imieniu pierwszego Samozwańca na czele rosyjskiej armii interwencyjnej.
Po nieudanych szturmach armia oblężnicza ograniczyła się do bombardowania miasta oraz prowadzenia prac oblężniczych i podkopów. Ostrzeliwanie potężnych murów nie przynosiło wielkich korzyści, szturmów natomiast już nie prowadzono, by nie tracić niepotrzebnie żołnierzy. Garnizon smoleński też nie mógł pochwalić się sukcesami, gdyż wszystkie jego wycieczki Polacy i Litwini odpierali z dużymi stratami. Działania oblężnicze były prowadzone ospale, przy braku jednoznacznych decyzji. Paraliż dowództwa związany był z ciągłymi intrygami i wynikającymi stąd sporami nominalnego dowódcy Stanisława Żółkiewskiego z członkami prokrólewskiej koterii magnackiej.
Osaczone zewsząd miasto wkrótce zaczęło odczuwać brak wody, opału i soli, a w mieście zaczęły szerzyć się choroby, głównie szkorbut. Wojska oblegające też musiały znosić trudne warunki pogodowe, jakie panowały jesienią. Nędza i choroby obniżały morale wojska i skłaniały do dezercji.

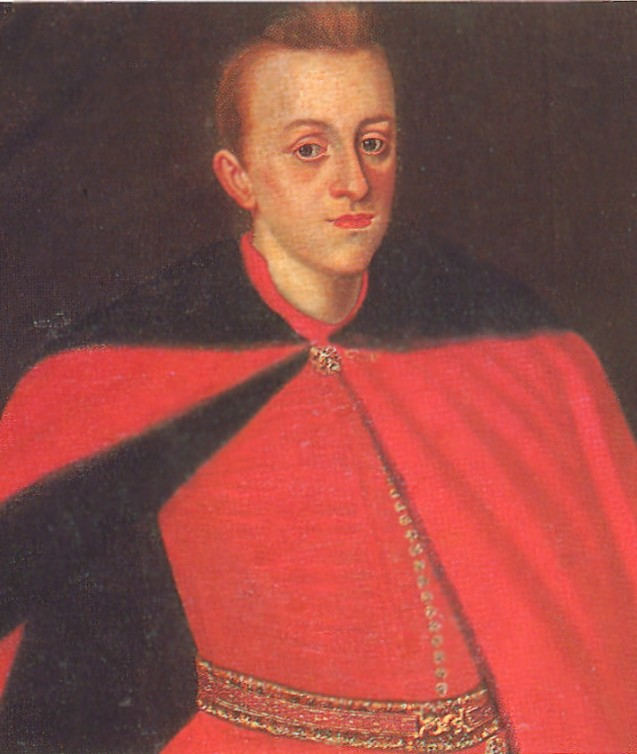
Królewicz Władysław, wybrany na cara w wieku 15 lat

Pod koniec stycznia Rosjanie podjęli się rokowań, oferując koronę carską synowi króla Władysławowi, pod warunkiem przyjęcia przez niego prawosławia. Po dwutygodniowych pertraktacjach zawarto 14 lutego układ, wedle którego królewicz miał być koronowany, a prawosławie pozostawać jedyną w Rosji religią. Polska i Rosja miały być odtąd sprzymierzeńcami. Układ zaprzysięgli jedynie bojarowie, natomiast Zygmunt III wstrzymał się od przysięgi, gdyż sam pragnął panować nad Rosją. Miał on całkowicie odmienną wizję przyszłości, niż Żółkiewski, który miał nadzieję na porozumienie narodów i unię dynastyczną.
Smoleńsk jednak trzymał się nadal, podczas gdy liczebność polsko-litewskiej piechoty spadła do 1900 żołnierzy. Dzięki nowym zaciągom wzrosła jedynie liczebność jazdy. Sytuację pogorszył podział dowództwa wojsk oblężniczych na partie: koronną, z hetmanem Żółkiewskim i litewską, z Janem Sapiehą. Ponadto kurczowe trzymanie wszystkich sił pod Smoleńskiem brało się również z królewskiego przekonania, że Moskwa sama pogrąży się w chaosie. Wkrótce okazało się, że to Żółkiewski miał rację, a Rosjanie przystąpili do ofensywy i zaczęli zajmować mniejsze przygraniczne zameczki. Pierwszy padł Osipow, jeszcze wcześniej wojska rosyjskie i szwedzkie oblegały twierdzę Biała, której udało się jednak obronić. Wreszcie do Polaków zaczęły docierać wieści o gromadzącej się potężnej armii szwedzko-rosyjskiej pod wodzą Dymitra Szujskiego, która według nich miała liczyć kilkadziesiąt tysięcy żołnierzy. Gdy 6 czerwca dotarła pod Smoleński wieść, że armia Dymitra Szujskiego koncentruje się pod Kaługą, dla odparcia spodziewanej odsieczy jeszcze tego samego dnia ruszył spod Smoleńska Żółkiewski, wziąwszy ze sobą niewiele ponad 2 tys. żołnierzy (1630 jazdy i 597 piechoty). Na czas nieobecności Żółkiewskiego pieczę nad oblężeniem przejął Jan Potocki.

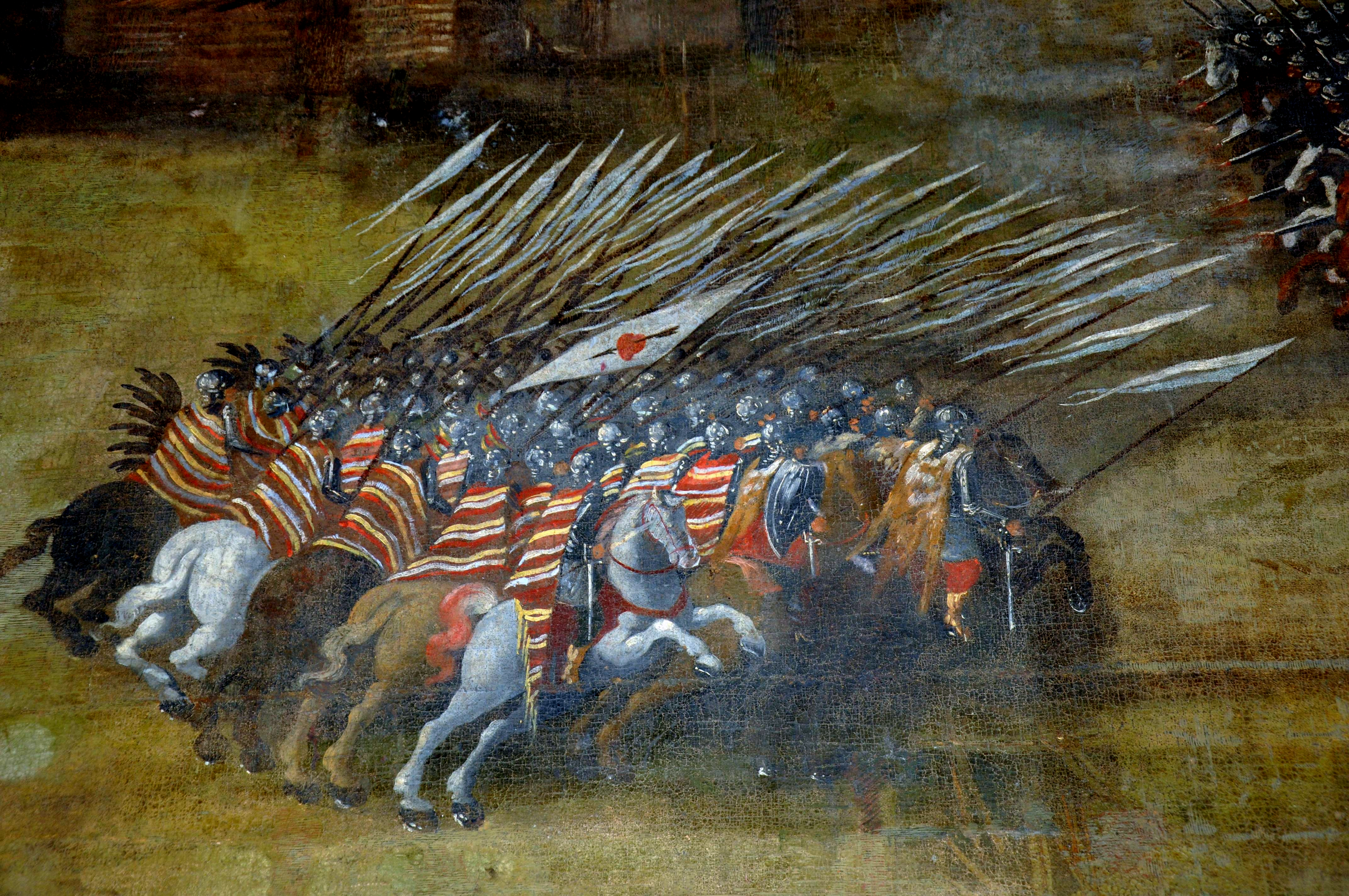
Atak polskiej husarii pod Kłuszynem

Efektowne zwycięstwo pod Kłuszynem odniesione 4 lipca 1610 roku oraz kapitulacja wojsk rosyjskich zablokowanych w Carowym Zamijszczu, radykalnie zmieniły układ sił. Zwycięski hetman ruszył na Moskwę. Dużym wzmocnieniem dla armii oblężniczej pod Smoleńskiem było przybycie 28 lipca 15-tysięcznej armii kozackiej. Znużony długim bombardowaniem twierdzy Potocki spróbował 21 sierpnia zdobyć Smoleńsk szturmem, przyniosło to jednak bardzo duże straty w postaci 970 zabitych i rannych.
Pod Moskwą na początku sierpnia zaczęły się układy, zakończone umową z 28 sierpnia, na mocy której nowym carem Rosji po obalonym Wasylu Szujskim został syn Zygmunta III, królewicz Władysław. Znakomite zwycięstwo zostało pod Smoleńskiem bardzo źle przyjęte, a król, zazdrosny o swą sławę, kazał zataić przed wojskiem informację o bitwie kłuszyńskiej.
W drugiej połowie 1610 roku wojska Rzeczypospolitej sprowadziły pod Smoleńsk ciężkie działa burzące, dzięki którym udało się częściowo uszkodzić mury obronne Smoleńska. Pewnym sukcesem było przeciągnięcie we wrześniu na stronę królewską części sił drugiego Samozwańca, który stał pod Moskwą. Żołnierze, którzy przeszli na stronę króla, otrzymali obietnicę zapłaty zaległego żołdu ze skarbca carskiego, który w przyszłości miał być w ręku Zygmunta III. 
W październiku wojska polskie przystąpiły do okupacji Moskwy. Żółkiewski natomiast 21 listopada wrócił pod Smoleńsk, przedkładając królowi zawarty z rosyjskimi bojarami układ. Król nie zgadzał się, by zatwierdzić taką umowę. Wynikało to z faktu, że Zygmunt III nie miał zamiaru sadzać na moskiewskim tronie swego syna i w dalszym ciągu myślał o koronie carskiej dla siebie. Rosjanie także zajmowali coraz ostrzejsze stanowisko, żądając jak najszybszego przybycia Władysława dla przyjęcia prawosławia i objęcia tronu. Wkrótce król, wbrew radom Żółkiewskiego, nakazał uwięzić posłów bojarskich, metropolitę Filareta oraz kniazia Wasyla Golicyna, gdyż ci twardo opowiadali się za koroną carską dla Władysława. Obaj zostali uwięzieni w Malborku.
Dotknięty niełaską królewską Żółkiewski opuścił 16 lutego 1611 roku obóz pod Smoleńskiem i udał się do Kijowa, by pilnować kresów południowo-wschodnich. 
Pomimo wielu szturmów, podkopów i zasadzek, Smoleńsk bronił się nadal. Jednak długie oblężenie sprawiło, że twierdza była już na wyczerpaniu. Zaczęły kończyć się nie tylko zapasy żywności, ale także zapasy amunicji. Pod koniec z całego garnizonu przy życiu pozostało tylko kilkuset żołnierzy i mieszczan. Także po polskiej stronie, mimo lepszych warunków zaopatrzeniowych, wielu żołnierzy chorowało i umierało. Choroba nie ominęła też dowódcy Jana Potockiego, który w końcu zmarł, a jego miejsce zajął Jakub Potocki. 

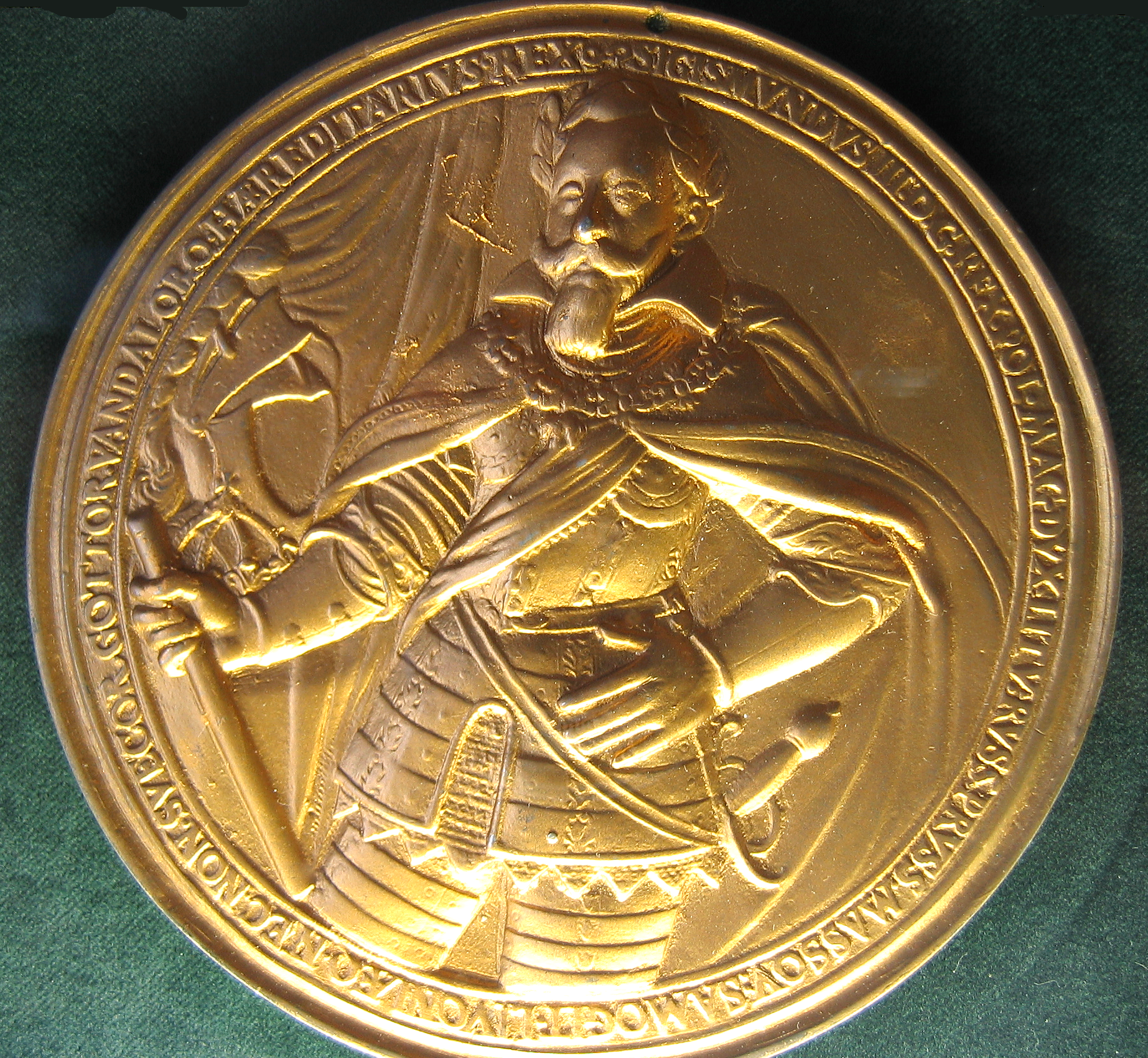
Medal Samuela Ammona, wybity dla uczczenia zdobycia Smoleńska w 1611

Wojska polskie, licząc na zmęczenie obrońców, spróbowały kolejnego szturmu 2 czerwca 1611 roku. Atak przeprowadzono z zaskoczenia, pod osłoną nocy. Piechota niepostrzeżenie podeszła pod mury i ustawiła drabiny, natomiast z drugiej strony zrobiono wyłomy w słabych częściach muru wskazanych przez jednego z mieszkańców. Obrońcy i tym razem zdołali odeprzeć atak.
W nocy z 12 na 13 czerwca wojska królewskie ruszyły do ostatniego szturmu. Kawaler maltański Bartłomiej Nowodworski włożył minę w kanał odprowadzający z twierdzy nieczystości, niszcząc znaczną część murów. Za pomocą min wysadzono niektóre baszty, a twierdzę ogarnął pożar. Szturmujące Smoleńsk wojsko wpadło na ulice miasta. Miasto posiadające 38 baszt wysokich na 21 metrów, z których 9 znajdowało się nad bramami skapitulowało. Najdłużej broniła się położona przy Dnieprze baszta Frołowska wysoka na 31 metrów, jej załoga poddała się wieczorem 13 czerwca.
Po 20 miesiącach i 11 dniach oblężenia utracony przed 97 laty (w 1514 roku) Smoleńsk wrócił do Wielkiego Księstwa Litewskiego.